# Station Kraľovany
Station Kraľovany (Slowaaks: Železničná stanica Kraľovany) is het treinstation in de Slowaakse gemeente Kraľovany.

## Ligging
Het station is gelegen in het noorden van Slowakije, in de regio Žilina. Het ligt aan de belangrijke dubbelsporige lijn 180 (Žilina - Košice), aan de noordelijke rand van de bebouwde kom der gemeente « Kraľovany ». Het station is bereikbaar via verkeersweg 2245.

## Geschiedenis
- 1871: De exploitatie van het station begon op 8 december 1871, toen het traject Žilina - Poprad van lijn 180 in dienst werd gesteld.
- 1904: Sinds dat jaar is station Kraľovany een overstapstation voor lijn 181 naar de Poolse grens. In die tijd was Suchá Hora het Slowaakse grensstation. Daar sloot de lijn aan, op het Poolse spoorwegnet (PKP).
- 1940-1945: Tijdens de Tweede Wereldoorlog werd de verbinding met Polen verbroken als gevolg van het verleggen van de grens. Bijgevolg verminderde het belang van het station.
- 2024: In dit jaar eindigt de lijn in de richting Polen nog steeds in station Trstená: dit is ongeveer 14 km verwijderd van de Poolse grens.

## Lijnen
De volgende lijnen bedienen station Kraľovany:
- Žilina – Košice (lijn 180)
- Kraľovany – Trstená (lijn 181)

## Zie ook

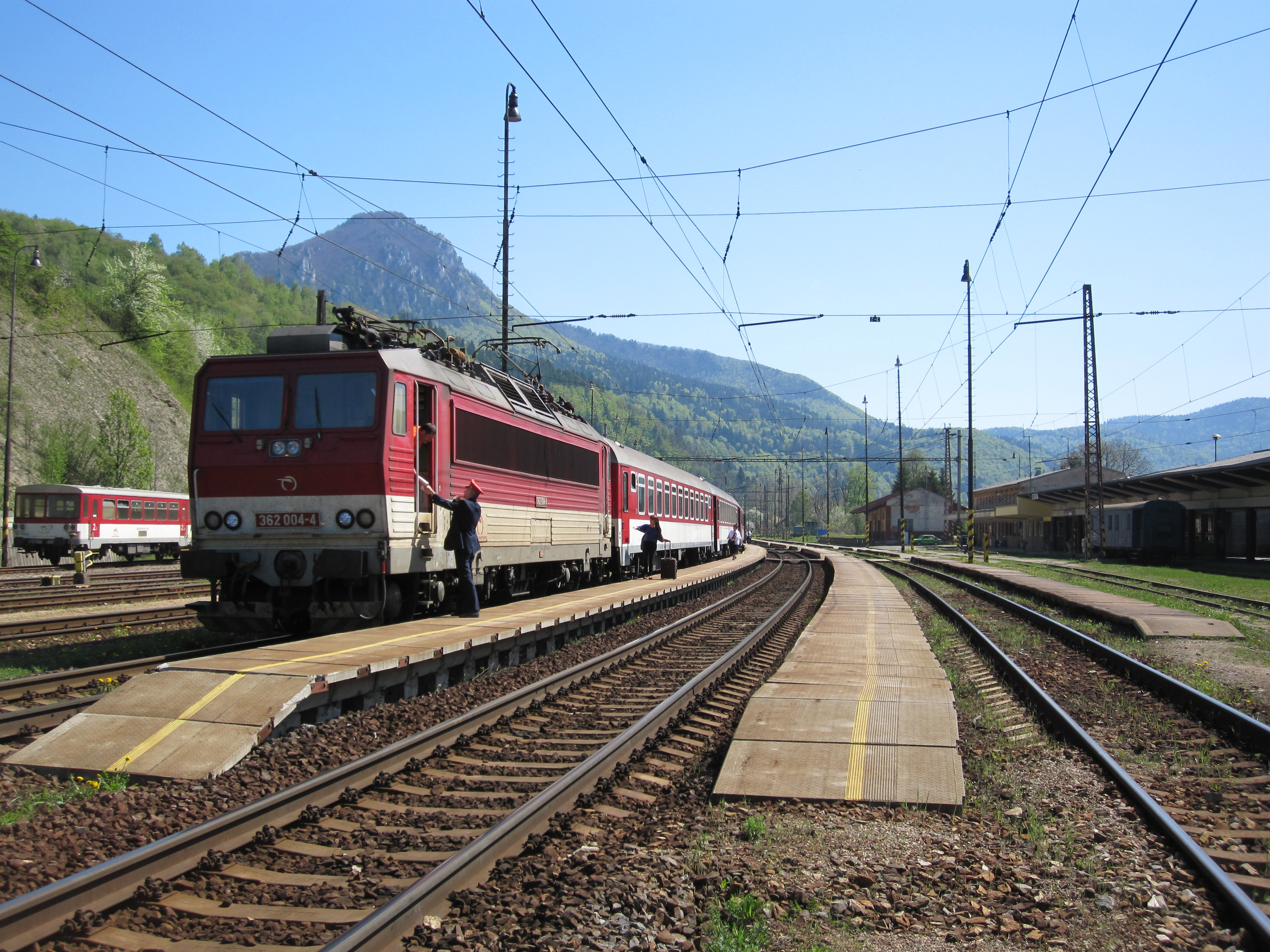
Zicht op de perrons en de sporen

## Dienstverlening
Anno 2025 is er in het station een loket waar inlichtingen worden verstrekt en reisbiljetten verkrijgbaar zijn. Voor de openingsuren: zie de externe link « ŽSSK - Loket - Openingsuren » hierna.